# 李稻葵
李稻葵（1963年12月22日—），男，汉族，原籍安徽凤阳，生于北京，中华人民共和国经济学家，无党派人士，曾任第十一届全国政协委员，中国人民银行货币政策委员会委员，香港科技大学商学院教授，香港科技大学经济发展研究中心副主任。现任清华大学经管学院金融系主任，兼任清华大学苏世民学者项目主任。目前正在从事的项目包括“人民币国际化道路研究”。

## 生平
1963年生于北京，湖南、江西农村长大。高中就读于四川省重点学校成都第七中学。1985年作为清华大学经济管理学院首届本科毕业生获学士学位。
1985年至1986年担任美国哈佛大学国际发展研究所（HIID）访问学者。1989年5月担任世界银行中国社会保障体制改革研究项目顾问。1992年获哈佛大学经济学博士。1992年至1999年担任美国密歇根大学助理教授。1997年9月1998年8月担任美国斯坦福大学胡佛研究所国家研究员。1999年至2004年担任香港科技大学副教授。2004年至今担任清华大学经管学院教授（弗里曼讲席教授）。
2008年，当选第十一届全国政协委员，代表无党派人士，分入第十五组。并担任经济委员会专委。
2010年3月与北京大学国家发展研究院院长周其仁、国务院发展研究中心金融研究所所长夏斌一同出任中国人民银行货币政策委员会委员。
2012年中共十八大后曾多次赴中南海交流。2013年9月17日，中共中央在中南海召开党外人士座谈会，就中共中央关于全面深化改革若干重大问题的决定听取各民主党派中央、全国工商联领导人和无党派人士的意见和建议。李稻葵应邀参加。
2015年12月10日，中共中央总书记习近平主持召开中共中央召开党外人士座谈会，征求对经济工作的意见和建议，李稻葵代表无党派人士作了发言。
2016年5月17日，应邀参加中共中央总书记习近平主持召开哲学社会科学工作座谈会。
2016年9月被选任为北京清华大学苏世民书院院长。
2018年1月，当选第十三届全国政协委员。

## 奖项和荣誉

### 奖项
1995年获得密歇根大学教师研究奖；2005年获清华大学经济管理学院教学优秀一等奖；2010年获清华大学第三届“清韵烛光我最喜爱的老师”奖。

### 荣誉
2004年至2006年被评为国家教育部第六批“长江学者奖励计划”特聘教授；2006年入选国家新世纪百千万人才工程。

## 社会兼职

### 杂志编委
2000年1月至2003年7月担任国际《比较经济学杂志》编委；2000年12月至2005年7月担任国际《经济学通报》编委；2000年至今担任香港《中国评论》编委；2003年至今担任《世界经济》编委；2006年12月至今担任《经济研究》编委；2007年至今担任《美国研究》编委。

### 社会团体理事
2001年9月至2002年8月中国留美经济学会（CES）会长；2003年9月担任国际比较经济研究会执行理事；2006年12月至今担任中国世界经济学会副会长。